# Pripek (distrikt i Burgas)
Pripek (bulgariska: Припек) är ett distrikt i Bulgarien.   Det ligger i kommunen Obsjtina Ruen och regionen Burgas, i den östra delen av landet, 300 km öster om huvudstaden Sofia. Pripek ligger vid sjön Mandra.
Trakten runt Pripek består till största delen av jordbruksmark. Runt Pripek är det ganska glesbefolkat, med 26 invånare per kvadratkilometer.